# Pirateria marítima

Bandera de Calico Jack

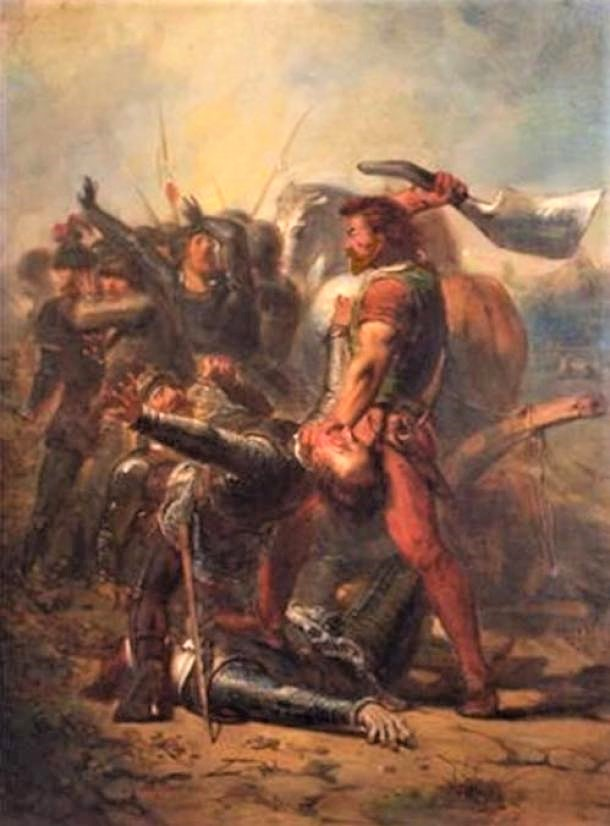
"De dapperheid van Grote Pier" (La valentia de Grote Pier), 1516, per Johannes Hinderikus Egenberger (Arnhem 1822 - Utrecht 1897).

La pirateria marítima —o pirateria— és la pràctica que té per objecte l'atac d'una embarcació amb l'objectiu de robar el seu carregament, i de vegades el vaixell sencer. També pot incloure el saqueig de poblacions constaneres. Un pirata és una persona que practica la pirateria. Tanmateix, els pirates no es limitaven només als pillatges de vaixell, sinó que de vegades atacaven petites ciutats costaneres. La paraula pirata està lligada a les accions a la mar sense l'acord d'una nació sobirana, contràriament als corsaris, capitans d'embarcació privada que treballaven per a una nació o una persona important en la societat.
Les definicions de la pirateria comprenen accions com el segrest de persones amb demanda de rescat, el robatori, l'homicidi i el sabotatge.
La pirateria marítima va conèixer diversos períodes fasts, al final del segle I abans de J.C. a la Mediterrània, i al segle xviii a les Antilles i l'oceà Índic. Després a poc a poc va desaparèixer, a causa del poder creixent d'unes nacions sobre totes les regions del món. Molts anarquistes s'han inspirat en la filosofia dels pirates, que consistia a exiliar-se de tota nació per tal de portar una vida més lliure.
La paraula pirata prové del terme grec πειρατης, la mateixa derivació del verb πειραω (piran), que significa «esforçar-se en», «intentar de», «temptar la seva sort a l'aventura», i del llatí pirata, «el que tempta la fortuna, el que emprèn».
Malgrat el seu origen marítim, la paraula pirata és emprada en contexts diferents, tals com els «pirates de la carretera», que es deia abans «lladres de camí ral».
Per lliscada semàntica, un pirata informàtic designa un individu que es dedica a malversacions de fons efectuades per Internet o a la còpia d'obres sense respectar el dret d'autor o el copyright. Hi ha altres formes més indecents, com ara la pesca electrònica (phishing), que consisteix a usurpar una identitat, normalment corporativa, per enganyar els que en són usuaris o clients i aconseguir les seves dades (codis, paraules clau, números de targeta o de compte...) i, així, poder robar diners o dades privades.
Es parla de vegades de pirates en el cas d'actes polítics i terroristes: és el cas dels pirates de l'aire. Tanmateix, es tracta aquí d'una deformació del sentit de pirata: l'absència de l'interès lucratiu d'una acció terrorista fa que no es puguin realment lligar aquests malfactors als veritables pirates.

## Història
La pirateria és un corol·lari del comerç marítim i existia ja a l'antiguitat. Totes les civilitzacions antigues que han posseït una marina l'han practicada; per exemple, ho han fet tant els fenicis com els micènics.
Juli Cèsar, en un viatge cap a l'Orient entre els anys 75 aC i 74 aC, va ser capturat per aquests, a l'altura de l'illa de Pharmacuse, prop de la ciutat de Milet a l'Àsia Menor. Des del seu alliberament contra rescat, va intentar venjar-se. Després d'haver reunit de pressa una flota, va sorprendre i va capturar els pirates, que va fer executar llavors. Intentà netejar la Mediterrània de pirates cilicens.

### Terminologia
Prové del mot grec peiratès.
Els pirates que castigaven la mar Carib eren de vegades dits abusivament bucaners. De fet, els bucaners viuen sense cap, i s'ocupen sobretot de l'avituallament de queviures dels pirates i flibusters. Cacen essencialment bous i porcs. Encenen llavors un foc de bosc verd i fumen la carn. Els seus terrenys de caça preferits es troben al nord-oest de Santo Domingo i al golf de Campeche, però tenen sovint els amagatalls a l'illa de la Tortuga. Si s'escau, arriben a unir-se a una expedició, però no és la seva activitat principal. La majoria dels bucaners són al començament o bé aventurers o bé desertors de les diferents nacions europees.
Els pirates neerlandesos eren anomenats «vrijbuiters» (vrij significa lliure i buiter botí), cosa que va donar per deformació flibustier en francès i freebooter en anglès. Cal, d'altra banda, esmentar que els termes pirata i flibustier són globalment equivalents fins al segle xviii.
Però amb el control de les grans nacions europees sobre el Carib, certs flibustiers accepten col·locar-se de manera puntual darrere una bandera reial, per obtenir una certa legitimitat. Aquest compromís és molt puntual, i cal distingir-lo bé de la condició de corsari. En efecte, quan actuaven en benefici d'una gran nació europea, per exemple colant els vaixells d'un país amb el qual aquesta nació estava en guerra, els pirates tenien l'estatut, superior, de corsari (en llengua àrab moderna قرصان, i en turc, Korsan).
De fet, en el transcurs del segle xviii, el terme pirata no és utilitzat més que per designar els flibustiers d'alta mar, sovint angloamericans.

### Edat d'or de la pirateria
L'Edat d'or de la pirateria és una denominació comuna donada a un o més ressorgiments de pirateria en la història marítima durant les etapes prematures de l'edat moderna. En la seva definició més acceptada, l'«Edat daurada de la pirateria» va durar des de 1620 fins a 1795 i cobreix tres sorgiments separats de pirateria: 
1. El període dels bucaners durant 1620 i 1683, caracteritzat per mariners anglo-francesos establerts a Jamaica i Illa de la Tortuga atacant colònies espanyoles i navegant al Carib i l'est del Pacífic;
2. La Ronda del pirata de 1690, associada amb viatges de llarga distància des de Bermuda i Amèrica per robar a objectius musulmans i de la Companyia Britànica de les Índies Orientals a l'oceà Atlàntic i el mar Mort; i
3. El període postguerra de Successió Espanyola, definida per Marcus Rediker entre 1714 a 1726, quan mariners anglo-americans i corsaris desocupats després de la Guerra de Successió Espanyola es van convertir en massa a la pirateria al Carib, la zona marítima de l'est d'Amèrica, les costes Africanes de l'oest i l'oceà Índic.

### Corsari o pirata

Imatge caricaturesca d'un Pirata.

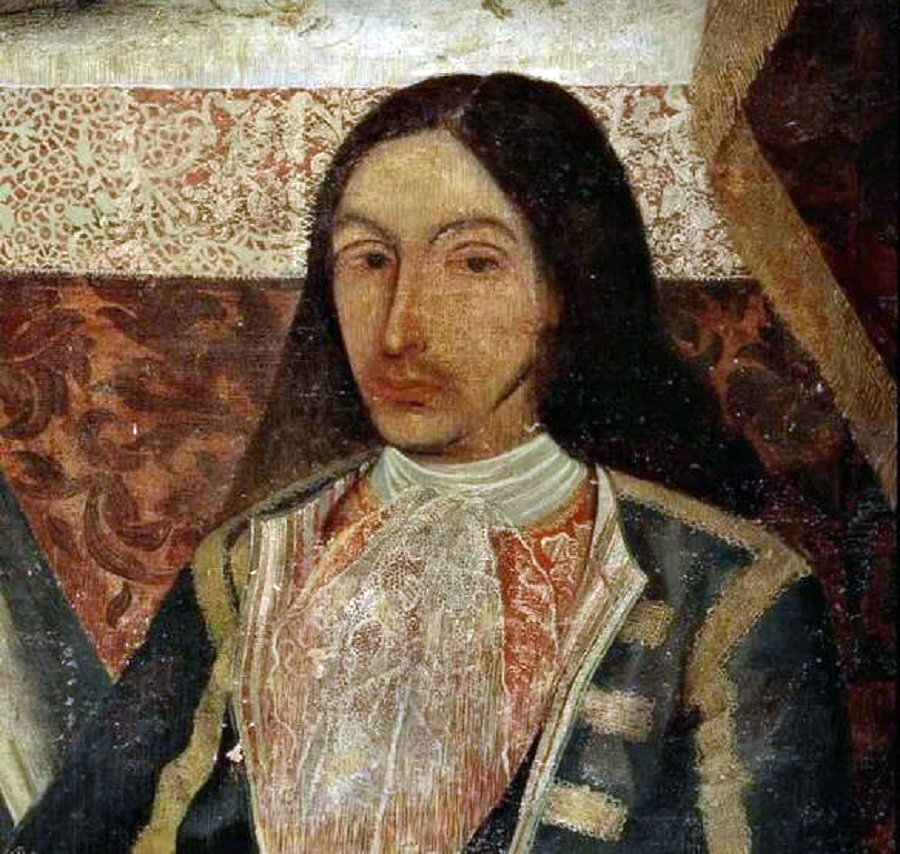
Amaro Pargo va ser un dels corsaris més famosos de l'Edat d'or de la pirateria.

Existeix una enorme diferència entre pirates i corsaris. Els segons utilitzen mètodes similars als dels primers, però un rei o un govern, mitjançant una Patent de cors els autoritzaven a atacar els vaixells d'una nació enemiga. Els barbarescos eren corsaris a la Mediterrània, igual com certs mariners maltesos, que eren autoritzats per l'Orde de Malta. La Patent de cors era reconeguda per convenció i evitava al corsari ser acusat de pirateria, subjecta a la pena de mort, però això no era sempre suficient per salvar la vida. Els primers corsaris van ser, en aquell temps, els italians i sobretot els francesos a les Antilles. Durant decennis, el robatori a les Antilles va ser quasi exclusivament francès, amb diverses figures notables, com Jean Fleury. El corsari britànic més cèlebre va ser Sir Francis Drake, en una època en què Anglaterra començava la seva aventura marítima (finals del segle xvi).
Dos segles més tard, quan la Royal Navy regnava sobre tots els mars del món, a la Gran Bretanya no li calien corsaris, fets inútils i molestos. A França, en resposta a la severa derrota de l'almirall de Tourville a l'Hougue (1692), Lluís XIV va fomentar les iniciatives privades. Jean Bart i el seu cosí Jacobsen, de Dunkerque, el comte de Forbin, René Duguay-Trouin, Jacques Cassard, són animats per Versalles a acumular botins considerables d'esquena als britànics i als neerlandesos.
En resposta a la Revolució Francesa i a la fugida a l'exili de nombrosos oficials d'infanteria de marina a conseqüència de la seva pertinença a la noblesa, França experimenta nombrosos revessos en aigües marines, tret dels èxits d'un grapat de corsaris aventurers que van solcar l'oceà Indic entre 1792 i 1815. Un d'ells, Robert Surcouf, natiu de Saint-Malo, va guanyar així glòria, honor i fortuna amb la punta del seu sabre d'abordatge: acabà la seva vida com un opulent armador a una edat avançada.
Al segle xix, després de l'aventura napoleònica, la seva carrera va perdre a poc a poc importància. La seva darrera baralla d'honor va ser sens dubte en el moment de la Guerra d'Independència grega (1824-1830), on certs marins de la pàtria de Sòcrates van doblegar la marina otomana.
Set nacions es van afegir a la declaració de París de 1856 per abandonar l'ús de les Patents de cors. Tanmateix, els Estats Units i Espanya es reservaren explícitament el dret, per la seva constitució, de tenir-hi encara recurs.

### Pirateria marítima moderna

#### Regions sensibles
Els pirates d'avui castiguen essencialment les regions del Subcontinent indi i l'Àsia Sud-oriental (en particular en el mar de la Xina meridional), al llarg de les costes d'Amèrica del Sud, del golf d'Aden, del mar Roig, però també les de Somàlia, al golf de Guinea i al mar Carib. Segons el Bureau maritime internacional, més de 4000 actes de pirateria han estat comesos durant els vint darrers anys, un informe de la RAND Corporation estima els atacs i temptatives d'atacs a 209 durant el període 1994-1999 i a 2463 entre 2000 i finals del 2006, és a dir, un augment exponencial d'aquestes pràctiques des del començament del Segle XXI.
Utilitzen embarcacions més aviat petites i ràpides, i aprofiten el nombre reduït de membres de la tripulació als vaixells mercants. Saben igualment transformar les seves embarcacions en vaixells de pesca o de transport, per tal d'evitar i de desbaratar les inspeccions.
En la majoria dels casos, els pirates no s'interessen per la mercaderia transportada, sinó més aviat pels efectes personals de la tripulació i al contingut de la caixa forta, que pot contenir importants quantitats de moneda destinada a pagar el personal i les taxes portuàries. S'arriba igualment a que els pirates es desfan de la tripulació i condueixen el vaixell a un port per tal de vendre el carregament i en rars casos de transformar la seva identitat i de revendre'l.
La pirateria moderna es desenvolupa per diverses raons :
- incapacitat de certs països per administrar la seguretat de les seves aigües territorials;
- les tripulacions dels vaixells mercants són poc nombroses i no armades (una vintena d'homes a un vaixell de 150 metres);
- els vaixells comercials es desplacen a velocitats baixes (entre 20 i 40 quilòmetres per hora), són poc maniobrants i, carregats, poden restar bastant baixos sobre l'aigua que permet així un abordatge fàcil;
- les tripulacions, embarquen per un període d'una duració de nou mesos de mitjana i provenen en gran part dels països en via de desenvolupament (Àsia - Àfrica) i reben la major part del seu salari en líquid a bord.

Per extensió, es parla igualment de pirateria quan hi ha acte de caça furtiva, per exemple en el moment de pesques prohibides d'espècies protegides (en les zones d'exclusivitat econòmica).

#### Els atacs
Els atacs es produeixen generalment de nit, entre la 01h00 i les 03h00, en zones dites «de risc» (Àsia Sud-oriental, estret de Malaca, sud del mar Roig, golf d'Aden, costes de Somàlia, golf de Guinea…) en alta mar o en zones de remull. L'estret de Malaca està classificat com una ruta marítima perillosa pel Lloyd's Register des de final del 2006.
Només una vetlla atenta així com una reacció ràpida de l'oficial de guàrdia per a una maniobra o pel desencadenament de l'alarma general poden eventualment dissuadir els pirates de seguir amb la seva acció.
Des de 2006, els vaixells mercants posseeixen tots un sistema «d'alarma silenciosa» per satèl·lit en resposta al desenvolupament de la pirateria. Aquest sistema d'alarma, activat manualment a bord de dos indrets secrets, no té cap manifestació física sobre el vaixell però envia dades per via satèl·lit.
Existeix una jerarquia dels actes de pirateria :
- Els petits malfactors del mar actuen en grups poc nombrosos i les seves accions són sovint improvisades assemblant-se més a la rapinya. Un grup d'ells és responsable de l'assassinat de Peter Blake a l'estuari del riu Amazones el 2001.
- Dalt de la jerarquia es troben alguns delinqüents internacionals dependents de les poderoses  màfies i tríades asiàtiques dirigits per poderosos homes de negocis.
- Una altra mena de pirates és constituït per grups terroristes, com el que l'octubre de 2000 ha atacat l'edifici USS Cole de la marina americana al port iemenita d'Aden fent saltar una embarcació plena d'explosius, produint 17 morts i 42 ferits.

La pirateria sempre ha utilitzat els mitjans tecnològics més avançats disponibles: els pirates moderns tenen accés a les armes de foc evidentment (com els famosos AK-47), a la telefonia mòbil, als forabord, etc. Se suposa fins i tot que certs pirates escolten clandestinament les comunicacions dels satèl·lits, per tal d'obtenir informacions sobre el moviment dels vaixells i de determinar el risc que presenten en cas d'atac. La forma de pirateria més lucrativa i alhora la més difícil d'executar és l'abordatge per aproximació i intimidació per un altre vaixell nodrissa i embarcacions més petites, obrint foc per intimidar la tripulació. Presa la tripulació i segrestat el vaixell, els pirates demanen rescat. Un segrest reeixit a alta mar requereix, a més d'un fort armament per sotmetre a la tripulació i dissuadir un possible rescat marítim, un compromís a llarg termini per a la consecució de l'empresa, intel·ligència per localitzar l'objectiu en aigües internacionals, suport des de la costa i disposició per a poder blanquejar el rescat. La xifra rècord d'un rescat fou al novembre de 2010 quan es va pagar nou milions i mig de dòlars per alliberar el petroler sud-coreà Samho Dream i la seva tripulació.

## Pirateria per regió

### Pirateria als Països Catalans
L'almirall Abd al-Màlik ibn Said ibn Abi Hamama en la ràtzia de 935, després de saquejar Niça i Marsella, atacà Maçanet, Malgrat de Mar i després Barcelona. Però l'època per antonomàsia de la pirateria és la corresponent als segles del XVI al XVIII.
Els atacs s'acostumaven a dur a terme a la primavera i a l'estiu, que eren les millors èpoques per a la navegació. De vegades eren veritables flotes vingudes de l'Imperi Otomà, com en el cas de Dragut l'any 1545, però en la majoria d'ocasions no eren més que petits vaixells que venien navegant des del nord d'Àfrica. Normalment aquestes naus recorrien les costes catalanes a la recerca de naus comercials, que eren sovint una presa tan fàcil com valuosa; en altres ocasions atacaven i assaltaven punts poc defensats a terra, a la recerca de botí i esclaus. Aquests atacs eren sempre breus, ràpids i per sorpresa, i s'acabaven abans que es pogués organitzar la defensa o que l'exèrcit socorregués el lloc atacat.

### Pirateria a les Illes Canàries

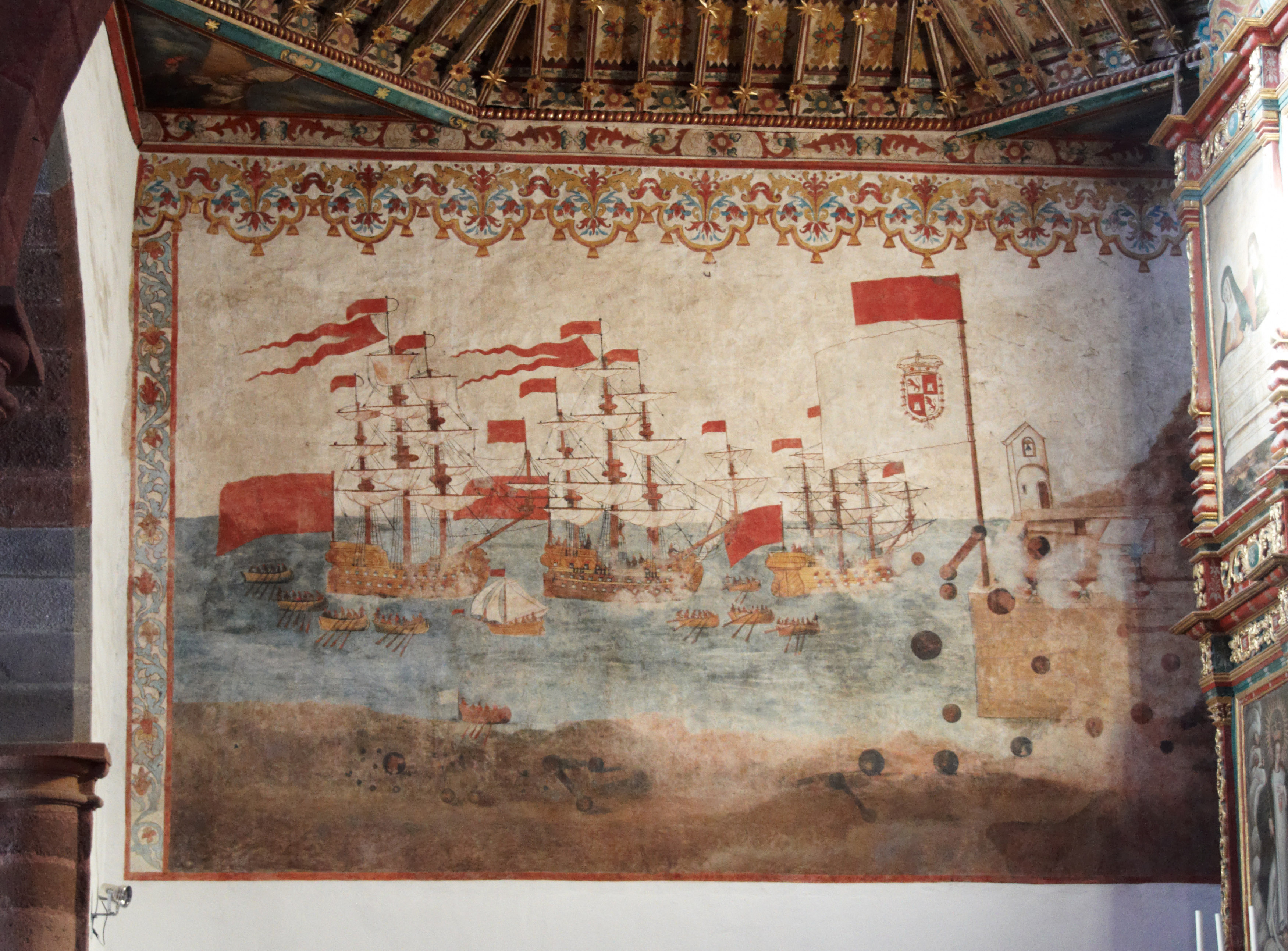
Mural que representa l'atac de Charles Windon a San Sebastián de La Gomera (1743).

A causa de la situació estratègica d'aquest arxipèlag espanyol com a cruïlla de rutes marítimes i pont comercial entre Europa, Àfrica i Amèrica, aquest va ser un dels llocs del planeta amb més presència piratesca.
A les Canàries destaquen d'una banda: els atacs i saquejos continus de corsaris berberiscos, anglesos, francesos i holandesos; i d'altra banda la presència de pirates i corsaris oriünds d'aquest arxipèlag, els quals feien les seves incursions en el Carib. Pirates i corsaris com François Le Clerc, Jacques de Sores, Francis Drake, Pieter van der Does, Murat Reis i Horaci Nelson van atacar les illes. Entre els nascuts a l'arxipèlag destaca sobretot Amaro Pargo, a qui el monarca Felip V d'Espanya va beneficiar freqüentment en les seves incursions comercials i corsàries.

## Estret de Malaca
La pirateria a l'Estret de Malaca ha estat històricament una amenaça sense resoldre als armadors i els mariners que recorren la via marítima d'uns 900 quilòmetres de llargada (550 milles). En els últims anys, les patrulles coordinades per Indonèsia, Malàisia i Singapur, juntament amb una major seguretat en els vaixells han provocat un radical descens en la pirateria, segons l'Oficina Marítima Internacional (IMB). La pirateria a la recta de Malacca es va originar al voltant del segle XIV.
La geografia a l'Estret de Malaca fa la regió molt susceptible a la pirateria. Va ser, i continua sent, un important lloc de pas entre la Xina i l'Índia, i va ser utilitzat en gran manera per al comerç. L'estret és a la ruta entre Europa, el Canal de Suez, i els països exportadors de petroli del Golf Pèrsic, i els ports de l'Est d'Àsia. El pas és estret, conté milers d'illots, i és una eixida per a molts rius, per la qual cosa és un lloc perfecte per als pirates per ocultar-se i evadir les seues captures.

## Somàlia
Durant la desintegració de Somàlia als anys 1980 i 1990, va aparèixer diversos entitats regionals —ningú amb capacitat de formar relacions internacionals i regionals estables. L'absència d'una Guàrdia costanera va fer possible una pesca il·legal de gran pesquers d'altres països. La pobresa de la regió —i l'absència de cossos de policia— van facilitar la transformació de grups de pescadors, milicians locals i joves sense feina als grups de pirateria. L'objectiu va ser el segrest de vaixells, per exigir rescat.
Les patrulles dels socis internacionals gairebé van aturat la pirateria fins que el desembre de 2023, un mes després que els rebels houthis recolzats per l'Iran comencessin a atacar vaixells mercants, els pirates somalis van segrestar MV Ruen, un vaixell de càrrega de bandera maltesa de l'oceà Índic, suposant el primer segrest amb èxit d'un vaixell mercant des del 2017, i en 2024 tres vaixells van ser segrestats, dos més abordats i disparats, i tres intentats atacar, segons l'Oficina Marítima Internacional.

## El dret i la protecció
En l'àmbit del dret internacional la pirateria és generalment considerada com el més antic exemple d'utilització del principi de jurisdicció universal. Saquejar els vaixells en alta mar, bloquejar les rutes comercials o posar en perill les comunicacions marítimes era considerat pels estats sobirans com a hosti humanis generis (crims contra la humanitat). Ja que la pirateria, per definició, és practicada fora de les jurisdiccions nacionals, les persecucions compromeses per estats sobirans contra pirates constitueixen una situació jurídica excepcional.

### La convenció de les Nacions Unides sobre el dret de la mar
- Article 100 : Obligació de cooperar en la repressió de la pirateria.

Tots els Estats cooperen en la mesura del possible a la repressió de la pirateria que en alta mar o en qualsevol altre lloc no relleva la jurisdicció de cap Estat.
- Article 101 : Definició de la pirateria.

S'entén per pirateria qualsevol dels actes següents :
- tot acte il·lícit de violència o de detenció o tota depredació comesos per la tripulació o dels passatgers d'un vaixell o d'una aeronau privada, actuant amb finalitats privades, i dirigida :
  - contra un altre vaixell o aeronau, o contra persones o béns, en alta mar,
  - contra un vaixell o aeronau, persones o béns, en un lloc no suplantant la jurisdicció de cap Estat;

- tot acte de participació voluntària en la utilització d'un vaixell o d'una aeronau, quan el seu autor té coneixement de fets de què es desprèn que aquest vaixell o aeronau és un vaixell o aeronau pirata;
- tot acte tenint per objectiu incitar a cometre els actes definits a les cartes a) o b), o col·laborador en la intenció de facilitar-los.

### En dret penal francès
La pirateria, definida com «el fet d'apoderar-se o de prendre el control per violència o amenaça de violència d'una aeronau, d'un vaixell o de tot altre mitjà de transport a bord dels quals les persones han pres plaça, així com d'una plataforma fixa situada sobre la plataforma continental», és castigada amb 20 anys de reclusió criminal per l'article 224-6 del codi penal francès. La llei penal francesa és aplicable a les infraccions comeses a bord dels vaixells que porten una bandera de proa francesa a qualsevol lloc que es trobin (article 113-3 del codi penal francès).

### Les proteccions
De cara a l'augment en potència dels pirates professionals, societats privades proposen una oferta de prestació de seguretat als armadors.
El primer servei de protecció antipirates ha estat ofert des de la fi dels anys 1990 per la societat britànica Marine Risk Management amb «satèl·lits a bord de les balises amagades que permeten rastrejar el vaixell a l'esquena dels pirates» i « un servei d'intervenció ràpida» permetent de « trobar el vaixell i recuperar-lo amb equips especials». Una «capacitat per recuperar vaixells en situació hostil en principi per la negociació» i en últim recurs per «mètodes més intensius».
A Nigèria, les plataformes petrolieres estan vigilades per vaixells armats.
Des dels atemptats de  setembre de 2001, l'Organització marítima internacional ha establert una norma ISPS obligant els vaixells a dotar-se de sistemes d'alerta per satèl·lit i a crear dins el vaixell zones de refugis tancades, a respectar procediments de discreció i de vetlla.

## Vida dels pirates

### Organització social
Els pirates dels segles passats són imaginats portant una vida romàntica de rebels intel·ligents i astuts, actuant en grup fora de la vida regida per les lleis i les obligacions, tal com la coneixem avui. En realitat, pocs pirates tenien el que volien o es feien rics, la majoria van morir joves, ja que les provisions portades eren infestades de rates i altres petits animals.
Tanmateix, certs aspectes de l'organització dels pirates són sorprenents. Contràriament a les societats occidentals de l'època, nombrosos clans de pirates funcionaven com democràcies limitades: per exemple, s'escollien i es reemplaçaven els dirigents. El capità d'un vaixell pirata era sovint un combatent feroç en qui la tripulació tenia confiança, més aviat que un cap autoritari procedent d'una elit aristocràtica. Era sovint el mestre timoner, sobrenomenat «el segon», el responsable de la tripulació i el que estava encarregat de fer regnar l'ordre dia rere dia, excepte durant les batalles, en què era el capità el que donava els ordres. Els pirates es reunien en assemblees on cada home tenia dret a la paraula i cada membre de la tripulació tenia veu en el vot com a capità, tret dels mariners i els esclaus. Així, els pirates del s. XVII i XVIII es consideraven tots iguals entre ells, cosa que no passava en tots els vaixells que van navegar sota la Jolly Roger. Alguns es conformaven amb el Consell, una assemblea on, de manera única, els oficials i artesans es podien reunir amb alguns mariners convidats per expressar-se.
Cada tripulació pirata escollia el seu capità així com el contramestre, que detenia un contrapoder. Aquest darrer era l'únic que podia convocar l'Assemblea; també podia fer començar un procés contra un capità que jutjava indigne de l'ideal pirata. Si el capità refusava el procés, s'entenia que es reconeixia, o es pensava, culpable i era desterrat sense procés, sovint a una illa.
Nombrosos grups de pirates compartien els botins obtinguts, seguint un esquema segons el qual cada home rebia la part que li era reservada. Els pirates ferits en el transcurs d'una batalla rebien de vegades una prima especial. A més, diverses obres relaten la relació per força justa entre el capità d'un vaixell i els altres en el moment d'una victòria. En efecte, el botí era partit de manera que el capità rebés pel cap alt una vegada i mitja o dues vegades més que els altres, però mai més.
Els pirates havien escollit ser desterrats de les societats tradicionals, sobretot perquè la vida de mariner era particularment penosa i perillosa i la disciplina a bord era molt dura. Molts mariners no havien escollit realment aquest ofici, sinó que havien estat venuts com a esclaus a un capità. Sovint alliberaven esclaus trobats als vaixells capturats, i llavors els incorporaven a la seva tripulació o els deixaven a terra.
Tanmateix, aquestes pràctiques igualitàries es limitaven a molt pocs dels aspectes de la vida dels pirates, i no atenuaven realment la rudesa del seu estil de vida.

### Homosexualitat en la pirateria
S'ha documentat l'homosexualitat entre els mariners, sobretot entre els pirates, on era normal que els pirates adults raptessin nois joves durant les seves incursions perquè es convertissin en nous pirates i en els seus amants, ja que les dones no estaven ben considerades en la pirateria. En un ambient marítim freturós de dones o grup social d'un mateix sexe, l'homosexualitat i les pràctiques homosexuals eren àmpliament acceptades i part de la vida diària al món dels bucaners o pirates. La majoria dels pirates rebutjaven l'heterosexualitat fins i tot quan en els ports existia la possibilitat de tenir contactes sexuals amb dones, generalment prostitutes. Les dones capturades rares vegades eren utilitzades sexualment, sinó més aviat eren usades per demanar rescat. Alguns pirates preferien als nois joves, a causa d'això solien raptar-los i obligar-los a aprendre sobre marineria sent entrenats per un pirata tutelar. El pirata i el seu «aprenent» creaven forts llaços arribant fins i tot a dormir i menjar junts, en algunes ocasions compartien el botí.
Els pirates van conformar els primers «matrimonis» o unions homosexuals de la història moderna en la institució coneguda com a matelotatge. Era una unió contractual entre dos homes, que incloïa l'herència dels béns en cas de defunció d'un dels «cònjuges». El «matelot» era generalment el pirata, parella sexual o company més jove o econòmicament desfavorit. Un cas notable de matelotatge és la unió entre els pirates Legolif i Pulverin. També es coneixen casos de pirates dones amb tendències o trets homosexuals, tal és el cas d'Anne Bonny i Mary Read.

## Els pirates en l'imaginari col·lectiu
La pirateria ha inspirat nombrosos autors i continua fascinant el públic més enllà dels segles, vehiculant un cert nombre d'estereotips.

### Estereotips sobre els pirates
- El pirata és sovint descrit amb una ferida a la cara, borni amb un pedaç sobre l'ull, i amputat d'una mà, reemplaçada per un ganxo. Ha perdut sovint també una cama a causa de la gangrena o d'una bala de canó, i es recolza llavors en una cama de fusta. Aquesta imatge, en part veritable, era també vàlida per als mariners del rei.
- Molt al començament, cada vaixell de pirates tenia la seva pròpia bandera i les víctimes no sabien el que volia dir. A poc a poc, les banderes es van fer generals i tenien cadascuna una significació diferent.
- Els pirates utilitzen una bandera negra representant ossaments humans (com el Jolly Roger i els seus derivats), ja que són reputats per no fer presoners.
- Els pirates utilitzen temibles flotes i vaixells de guerra.
- Els pirates amaguen el seu tresor en una illa i marquen l'emplaçament sobre un mapa del tresor.
- Els pirates estan sovint acompanyats d'un lloro.
- El capità és un home avar, cruel i dolent que furta la majoria del botí.
- Els pirates beuen rom en enormes ampolles o grog, per tal de donar-se valor.
- A la vesprada, els pirates són sovint presos per la nostàlgia.

### Les utopies pirates
Fou Hakim Bey, figura anarquista i especialista de la «causa pirata», qui introdueix nocions d'ideologia i d'utopia pirata a través del seu llibre TAZ. Per a ell, el principi de base de la definició del pirata és la seva autonomia.

## Pirates cèlebres
- Amaro Pargo
- Anne Bonny
- Roc Brasilià

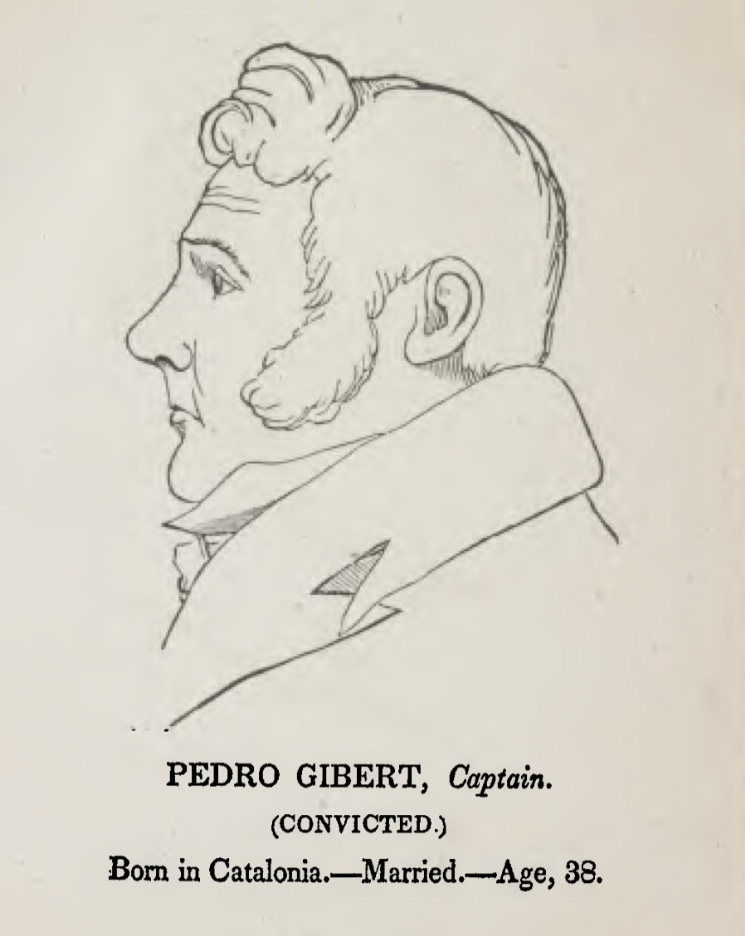
Retrat del pirata Pere Gibert dibuixat mentre se’l jutjava en un tribunal dels Estats Units. Pedro Gilbert.

- Pier Gerlofs Donia ("Pierius Magnus")
- Sir Francis Drake
- Pere Gibert (pirata català)
- Richard Hawkins
- Jan Janszoon
- Edward Low
- William Dampier
- François l'Ollonais
- Grace O'Malley
- Sir Henry Morgan
- Jack Rackham ("Calico Jack")
- Mary Read
- Kemal Reis
- Turgut Reis
- Bartholomew Roberts ("Black Bart")
- Robert Surcouf
- Edward Teach ("Blackbeard")